# Campeonato Congolês de Futebol
O Campeonato Congolês de Futebol , oficialmente conhecido como Championnat National Ligue 1 (língua portuguesa: Campeonato Nacional Liga 1) por motivos de patrocínio. Foi criado em 1961, Entre (1961 e 1977), o campeonato foi decidido em um torneio de 3 equipes entre os campeões regionais de Brazzaville , Pointe-Noire e Niari . De (1978 a 1993), uma liga nacional com 10 a 14 equipes foi disputada. De (1994 a 2008), o FECOFOOT reverteu para um play-off nacional após os torneios regionais, com entradas adicionais para as ligas mais fortes (Brazzaville, Pointe-Noire). Em 2009, uma liga nacional foi reformada com 18 equipes, atualmemte 16. Étoile du Congo é o maior campeão com 13 conquista. Destaque para CARA Brazzaville campeão da Liga dos Campeões da CAF em 1974 e o AC Léopards campeão da Taça das Confederações da CAF em 2012.

## Clubes
| Clubes 2018      | Cidade       |
| ---------------- | ------------ |
| Diables Noirs    | Brazzaville  |
| Étoile du Congo  | Brazzaville  |
| CARA Brazzaville | Brazzaville  |
| Patronage        | Brazzaville  |
| Saint Michel     | Brazzaville  |
| AC Léopards      | Dolisie      |
| JS Talangaï      | Brazzaville  |
| CF La Mancha     | Pointe-Noire |
| AS Cheminots     | Pointe-Noire |
| Vita Club        | Pointe-Noire |
| Inter Club       | Brazzaville  |
| Tongo FC         | Brazzaville  |
| JS Poto-Poto     | Brazzaville  |
| AS Otôho         | Oyo (Congo)  |
| FC Kondzo        | Brazzaville  |
| Nico-Nicoyé      | Pointe-Noire |
|                  |              |

## Clubes vencedores
| ano         | campeão                              | vice                                 |                                      |             |             |
| Década 1960 | Década 1960                          | Década 1960                          | Década 1960                          | Década 1960 | Década 1960 |
| ----------- | ------------------------------------ | ------------------------------------ | ------------------------------------ | ----------- | ----------- |
| 1961        | Diables Noirs                        | Cheminots                            |                                      |             |             |
| 1962-65     | sem campeonato :(                    |                                      |                                      |             |             |
| 1966        | Diables Noirs(2)                     |                                      |                                      |             |             |
| 1967        | Abeilles                             |                                      |                                      |             |             |
| 1968        | Étoile du Congo                      | Abeilles                             |                                      |             |             |
| 1969        | Patronage Sainte-Anne                | Abeilles                             |                                      |             |             |
| Década 1970 |                                      |                                      |                                      |             |             |
| 1970        | CARA Brazzaville(1)                  |                                      |                                      |             |             |
| 1971        | Vita Club de Mokanda(1)              |                                      |                                      |             |             |
| 1972        | CARA Brazzaville(2)                  |                                      |                                      |             |             |
| 1973        | CARA Brazzaville(3)                  |                                      |                                      |             |             |
| 1974        | CARA Brazzaville(4)                  |                                      |                                      |             |             |
| 1975        | CARA Brazzaville(5)                  |                                      |                                      |             |             |
| 1976        | CARA Brazzaville(6)                  |                                      |                                      |             |             |
| 1977        | Diables Noirs(3)                     |                                      |                                      |             |             |
| 1978        | Étoile du Congo(2)                   |                                      |                                      |             |             |
| 1979        | Étoile du Congo                      | CARA Brazzaville                     |                                      |             |             |
| Década 1980 |                                      |                                      |                                      |             |             |
| 1980        | Étoile du Congo                      | CARA Brazzaville                     |                                      |             |             |
| 1981-82     | CARA Brazzaville                     | AS Cheminots                         |                                      |             |             |
| 1982-83     | Kotoko de Mfoa                       | Étoile du Congo                      |                                      |             |             |
| 1983        | Étoile du Congo                      | Telesport                            |                                      |             |             |
| 1984        | CARA Brazzaville                     | Étoile du Congo                      |                                      |             |             |
| 1985        | Étoile du Congo                      | Inter Club                           |                                      |             |             |
| 1986        | Patronage Sainte-Anne                | Diables Noirs                        |                                      |             |             |
| 1987        | Étoile du Congo                      | Diables Noirs                        |                                      |             |             |
| 1988        | Inter Club                           | Patronage Sainte-Anne                |                                      |             |             |
| 1989        | Étoile du Congo                      | Inter Club                           |                                      |             |             |
| Década 1990 |                                      |                                      |                                      |             |             |
| 1990        | Inter Club                           | Patronage Sainte-Anne                |                                      |             |             |
| 1991        | sem campeonato :(                    |                                      |                                      |             |             |
| 1992        | Diables Noirs                        | Étoile du Congo                      |                                      |             |             |
| 1993        | Étoile du Congo(9)                   |                                      |                                      |             |             |
| 1994        | Étoile du Congo(10)                  |                                      |                                      |             |             |
| 1995        | Cheminots                            | Patronage Sainte-Anne                |                                      |             |             |
| 1996        | Muni Sport                           | Cheminots                            |                                      |             |             |
| 1997        | Muni Sport                           | Union Sport Brazzaville              |                                      |             |             |
| 1998        | Vita Mokanda                         | Étoile du Congo                      |                                      |             |             |
| 1999        | Vita Mokanda                         |                                      |                                      |             |             |
| Década 2000 |                                      |                                      |                                      |             |             |
| 2000        | Étoile du Congo                      | Vita Mokanda                         |                                      |             |             |
| 2001        | Étoile du Congo                      | La Mancha                            |                                      |             |             |
| 2002        | Police                               | Étoile du Congo                      |                                      |             |             |
| 2003        | Saint Michel                         | La Mancha                            |                                      |             |             |
| 2004        | Diables Noirs                        | Police                               |                                      |             |             |
| 2005        | Police                               |                                      |                                      |             |             |
| 2006        | Étoile du Congo                      | La Mancha                            |                                      |             |             |
| 2007        | Diables Noirs                        | Pontenegrin                          |                                      |             |             |
| 2008        | CARA Brazzaville                     | Bilombé                              |                                      |             |             |
| 2009        | Diables Noirs                        | Léopards                             |                                      |             |             |
| Década 2010 |                                      |                                      |                                      |             |             |
| 2010        | Saint Michel                         | Léopards                             |                                      |             |             |
| 2011        | Diables Noirs                        | Léopards                             |                                      |             |             |
| 2012        | Léopards                             | Diables Noirs                        |                                      |             |             |
| 2013        | Léopards                             | Diables Noirs                        |                                      |             |             |
| 2014        | abandonado por problemas financeiras | abandonado por problemas financeiras | abandonado por problemas financeiras |             |             |
| 2015        | abandonado por boicotes dos clubes   | abandonado por boicotes dos clubes   | abandonado por boicotes dos clubes   |             |             |
| 2016        | Léopards                             | Diables Noirs                        |                                      |             |             |
| 2017        | Léopards                             | Otôho                                |                                      |             |             |
| 2018        | Otôho                                | La Mancha                            |                                      |             |             |
| 2019        | Otôho                                | Étoile du Congo                      |                                      |             |             |
| Década 2020 |                                      |                                      |                                      |             |             |
| 2020        | Otôho                                | Diables Noirs                        |                                      |             |             |
| 2021        | Otôho                                | Diables Noirs                        |                                      |             |             |
| 2022        | Otôho                                | Diables Noirs                        |                                      |             |             |
| 2023        | Otôho                                | Diables Noirs                        |                                      |             |             |

## Desempenho por clubes
| Clube                  | Cidade       | Títulos | último título |
| ---------------------- | ------------ | ------- | ------------- |
| Étoile du Congo        | Brazzaville  | 13      | 2006          |
| CARA Brazzaville       | Brazzaville  | 9       | 2008          |
| Diables Noirs          | Brazzaville  | 8       | 2011          |
| AC Léopards            | Dolisie      | 4       | 2017          |
| Vita Club              | Pointe-Noire | 3       | 1999          |
| Inter Club             | Brazzaville  | 2       | 1990          |
| Munisport              | Pointe-Noire | 2       | 1997          |
| Patronage Sainte-Anne  | Brazzaville  | 2       | 1986          |
| AS Polícia             | Brazzaville  | 2       | 2005          |
| Saint Michel de Ouenzé | Brazzaville  | 2       | 2010          |
| AS Cheminots           | Pointe-Noire | 1       | 1995          |
| Kotoko de Mfoa         | Brazzaville  | 1       | 1982          |

## Participações na CAF
| clubes           | ano                                                                    |
| ---------------- | ---------------------------------------------------------------------- |
| Étoile du Congo  | 1968, 1979, 1980, 1982, 1988, 1990, 1993, 1995, 2001, 2002, 2007, 2016 |
| Diables Noirs    | 1966, 1977, 1992, 2005, 2008, 2010, 2012, 2014, 2015, 2017             |
| CARA Brazzaville | 1970, 1973, 1974, 1975, 1976, 1983, 1985, 2009                         |
| AC Léopards      | 2013, 2014, 2015, 2016, 2017, 2018                                     |
| AS Otôho         | 2018, 2018-19.                                                         |
| Saint Michel     | 2004, 2011                                                             |
| AS Police        | 2003, 2006                                                             |
| Vita Club        | 1971, 2000                                                             |
| Inter Club       | 1989, 1991                                                             |
| Munisport        | 1997                                                                   |
| AS Chéminots     | 1996                                                                   |
| Patronage        | 1969                                                                   |
| Abeilles         | 1967                                                                   |